# Ulrich Lauener
Ulrich Lauener (Lauterbrunnen, 27 januari 1821 - aldaar, 5 december 1900) was een Zwitsers alpinist en berggids. Hij nam in 1855 deel aan de eerste beklimming van de Dufourspitze, het hoogste punt van Zwitserland.

## Biografie

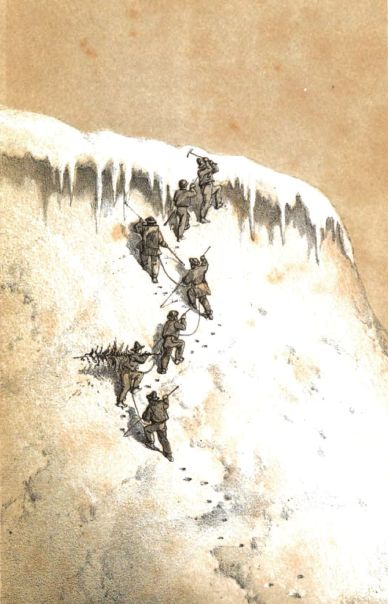
Aankomst van Alfred Wills, Ulrich Lauener en andere berggidsen op de top van de Wetterhorn, 17 september 1854.

Ulrich Lauener was gedurende meer dan 50 jaar berggids in de Zwitserse Alpen, waarmee hij een van de belangrijkste berggidsen van zijn tijd was. Hij begeleidde enkele bekende Britse alpinisten, waaronder Alfred Wills op de Wetterhorn en Christopher Smyth op de Strahlhorn in 1854, Edward Whymper in 1865, en Leslie Stephen.
Zijn broer Christian Lauener was eveneens een berggids.

## Eerste beklimmingen
Lauener staat tevens bekend om enkele eerste beklimmingen van Zwitserse bergen waaraan hij heeft deelgenomen.
- 1854: Strahlhorn
- 1855: Dufourspitze
- 1859: Eigerjoch
- 1866: Tschingelhorn